# Marcia Muller
Marcia Muller, född 28 september 1944 i Detroit, är en amerikansk författare och journalist. 
Muller debuterade 1977 med detektivromanen Edwin of the Iron Shoes (1977), vilken handlar om den kvinnliga privatdetektiven Sharon McCone. Denna bok blev en stor framgång och gav under 1980-talet upphov till en lång rad av feministiska deckare av andra författare. Muller utgav därefter en rad romaner om McCone, däribland The Cheshire Cat's Eye (1983), Wolf in the Shadows (1993), Vanishing Point (2006) och The Night Searchers (2014). McCone förekommer dessutom i några novellsamlingar. Utöver böckerna om McCone har Muller även skrivit deckare om museikuratorn Elena Oliverez och säkerhetsexperten Joanna Stark samt kriminalromaner i samarbete med Bill Pronzini som sedan 1992 är hennes make.